# Je ne sais quoi

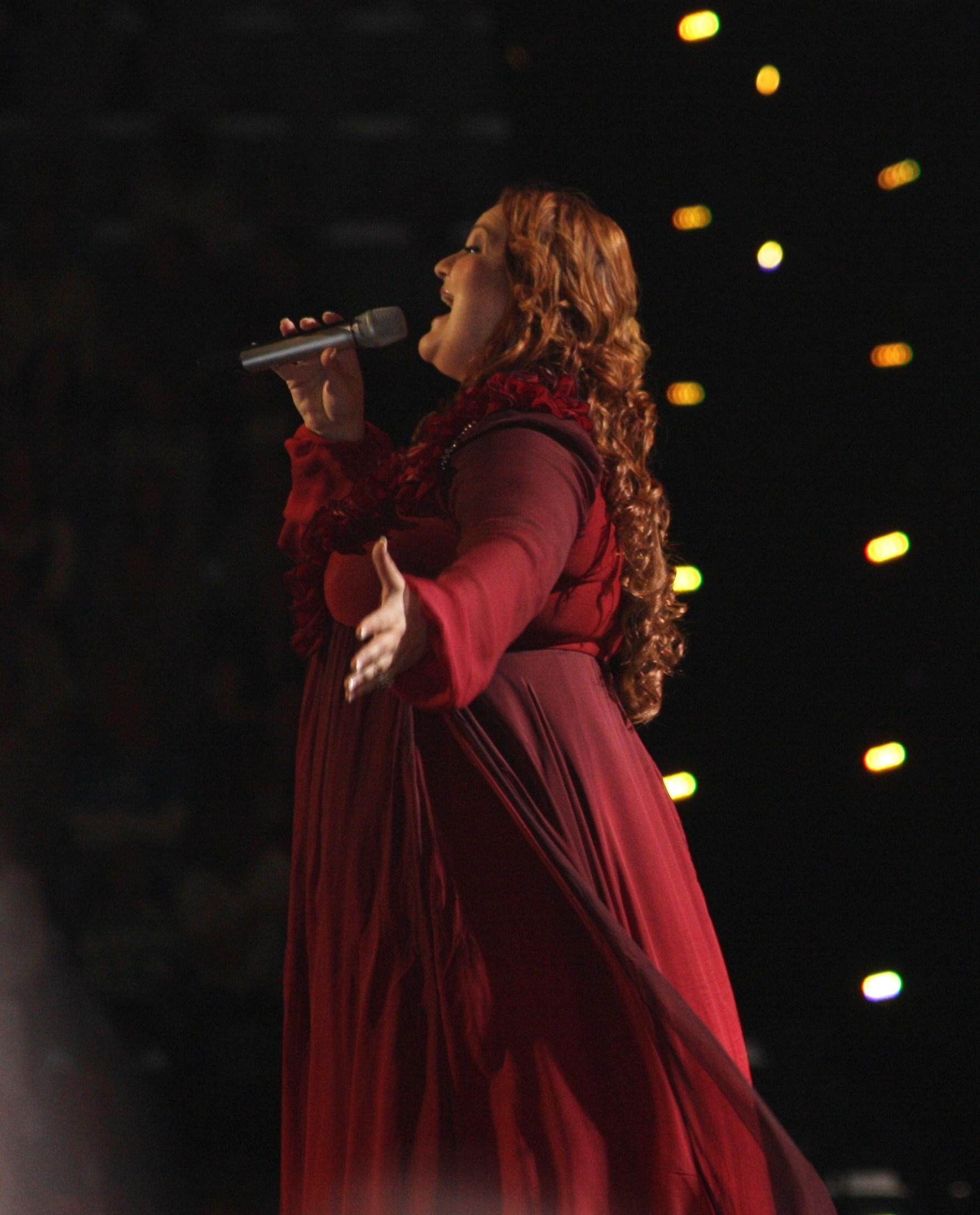
Hera Björk podczas półfinału 55. Konkursu Piosenki Eurowizji (2010)

Je ne sais quoi – singel Hery Björk, napisany i skomponowany przez wokalistkę oraz Örlygura Smári’ego w 2010 roku.
6 lutego 2010 roku piosenkanka wystąpiła z utworem podczas krajowego finału islandzkich eliminacji do 55. Konkursu Piosenki Eurowizji Söngvakeppni Sjónvarpsins 2010, organizowanych przez nadawcę radiowo-telewizyjnego Ríkisútvarpið, które wygrała, dzięki czemu została reprezentantką Islandii w konkursie w maju tego roku. Propozycja w pierwszym półfinale zajęła trzecie miejsce, a w finałowej rozgrywce uplasowała się na dziewiętnastej pozycji, zdobywając łącznie czterdzieści jeden punktów.
Utwór doczekał się wielu coverów, między innymi afrykańskiej wersji zatytułowanej „Onbeskryflik” i wykonywanej przez Charne Grabie czy też fińskiej wersji zatytułowanej „Vapaus” i wykonywanej przez żeński duet muzyczny CatCat.

## Listy utworów i formaty singla
| CD single 1. „Je ne sais quoi” (Official Version) – 2:59 2. „Je ne sais quoi” (Candle Light Version) – 3:45 3. „Je ne sais quoi” (Karaoke Version) – 2:59 4. „Je ne sais quoi” (French Version) – 3:01 Digital download 1. „Je ne sais quoi” – 2:59 |  | Alternative Versions single 1. „Je ne sais quoi” (Candle Light Version) – 3:48 2. „Je ne sais quoi” (Karaoke Version) – 3:01 3. „Je ne sais quoi” (French Version) – 2:59 Clubmix single 1. „Je ne sais quoi” (Clubmix) – 3:49 |

## Pozycje na listach
| Lista przebojów                     | Pozycja |
| ----------------------------------- | ------- |
| Wielka Brytania (UK Singles Chart)  | 131     |
| Islandia (Tónlist)                  | 1       |
| Szwecja (Sverigetopplistan)         | 49      |
| Finlandia (Suomen Virallinen Lista) | 17      |
| Belgia (Ultratop 50 Singles)        | 27      |
| Szwajcaria (Schweizer Hitparade)    | 64      |